# Dominó
Pour les articles homonymes, voir Domino.
Dominó est un boys band brésilien de pop rock, originaire de São Paulo, actif entre 1984 et 2009. Il est formé par la société de production de Gugu Liberato, Promoart Shows. À leur apogée, ils vendent environ 6 millions d'albums au Brésil. Le groupe original comprend Afonso Nigro, Nill, Marcos Quintela et Marcelo Rodrigues. Leurs plus grands succès sont Companheiro, Ela Não Gosta de Mim, P da Vida, Manequim et Com Todos Menos Comigo.
Entre 1992 et 1994, l'acteur et présentateur Rodrigo Faro fait partie du groupe. Formé par Rodrigo Phavanello, Rodrigo Lázaro de Paula (Rodriguinho), Cristiano Garcia et Héber Albêncio, le groupe se popularise de nouveau en 1997 avec la chanson Baila Baila Comigo, qui devient un énorme succès commercial.

## Histoire

### Débuts
Conçu sur le modèle du boys band portoricain Menudo, Dominó apparait en 1984 avec le tube Companheiro. Le nom du groupe est également inspiré par Menudo. Gugu Liberato explique avoir regardé un annuaire téléphonique et avoir changé les syllabes du nom du groupe portoricain jusqu'à ce qu'il trouve le mot Dominó.
Parallèlement à l'essor de Menudo au Brésil, Gugu Liberato, alors présentateur de l'émission Viva a Noite, décide, par l'intermédiaire de son agence Promoart, de former une version brésilienne du groupe. Pour former le groupe, plusieurs garçons âgés de 14 à 15 ans participent à des tests au cours desquels ils devaient être capables de chanter et de danser. Les sélectionnés sont Afonso Celso Lucatelli Nigro, Lenilson dos Santos (Nill), Marcos Roberto Quintela et Marcelo Henrique Rodrigues. Ils sont choisis parmi 150 candidats. Toujours en 1984, le groupe sort un CD sur CBS Discos avec les chansons Ela Não Gosta de Mim et Companheiro, qui est la première chanson à passer à la radio, avec le droit à un clip diffusé dans le cadre du programme Fantástico.
En 1987, Dominó était déjà sur la route depuis trois ans et avait obtenu un énorme succès commercial, public et critique. Le troisième album est le point culminant de la « domino mania » qui balaye le pays. Cet album contient des succès tels que P da Vida, qui se vend en masse dès sa sortie, suivi de Manequim et Medusa. La même année, ils participent au film Os Fantasmas Trapalhões, du groupe comique Os Trapalhões, avec leur agent artistique Gugu Liberato. En 1988, le quatrième LP, le groupe mûrit et présente des chansons plus réfléchies. Cet album contient les succès Com Todos Menos Comigo, Bruta Ansiedade et As Palavras, avec la participation spéciale d'Angélica, à l'époque présentatrice des programmes Clube da Criança et Milk Shake. Entre 1988 et 1989, le quatuor participe également aux films Os Heróis Trapalhões - Uma Aventura na Selva, O Casamento dos Trapalhões et Os Trapalhões na Terra dos Monstros.

### Retour et deuxième séparation
Après 1992, le groupe tombe dans l'oubli. Cependant, en 1997, le groupe réapparaît et connaît à nouveau le succès grâce à la chanson Baila Baila Comigo. Le groupe est composé de Rodrigo Phavanello, Héber Albêncio, Rodriguinho et Cristiano Garcia. L'album Comvido! se vend à 290 000 exemplaires en France, se plaçant à la cinquième place des classements musicaux et le groupe se produit dans des pays tels que la Turquie, la Tunisie et le Liban. La même année, le groupe réenregistre un tube du groupe Menudo, Se Tu Não Estás. Cette même formation sort également l'album Give Me Love en août 2000 et tourne la même année un clip pour Diz Que Sim en Jordanie. Ils sortent également les chansons Vem Falar de Amor et Me Dê o Olhar.
En 2008, les anciens membres Arthur Cezar, Leandro Lemos, Alexandre Albertoni et le nouveau membre Isaac ont décidé de former un nouveau groupe appelé DMO. Le groupe ne dure pas et se sépare. Plus tôt, en 2007, Alexandre Albertoni (qui est le cousin du mannequin et présentateur Gianne Albertoni) a posé pour G Magazine.
En février 2008, il y a une nouvelle sélection pour choisir les nouveaux membres à Rio de Janeiro et Rafael Pires, Vinícius, Thalis et Jojo sont choisis pour faire partie du nouveau groupe. Ils partagent un appartement à Barra da Tijuca, répètent et enregistrent leur premier album, qui comprend quatre nouvelles chansons et huit réenregistrements de la formation originale. En mars 2008, le chanteur Rafael Pires est kidnappé puis relâché. À l'époque, la nouvelle a eu des répercussions sur les chaînes de télévision. Selon le journal O Globo, le groupe devait se produire dans l'émission Domingo Legal avec les anciens membres Afonso Nigro et Rodriguinho jusqu'en avril 2008, mais il n'y a plus eu de nouvelles du groupe. Fin 2008, ils donnent le concert de lancement du nouveau groupe au festival agricole ExpoBauru devant plus de 60 000 spectateurs. Le groupe lancé par SBT comprend João Paulo Damazio, Leandro Naiss, Rachid Camargo et Thiago Ruffineli. Le groupe se sépare en 2009.

### Postérité
Le scénariste Rafael Spaca produit le documentaire Elas Gostam de Mim, qui parlera de la formation originale. Aucune date de sortie n'est pas encore fixée,.
En octobre 2020, il est rapporté que l'ancien membre du groupe, Klaus Hee, envisageait de réaliser une comédie musicale intitulée Dominó - The Musical en l'honneur de Gugu Liberato et pour présenter à la nouvelle génération la véritable histoire de Dominó,.

## Discographie

### Albums studio
- 1985 : Dominó (réédité entre 1986 et 1992)
- 1995 : Provocante
- 1996 : Ritmos Latinos / Comvido!
- 1999 : Give Me Love / Dominó
- 2001 : Vem Ver

## Filmographie
| Année | Titre                                               | Présence                                 | Notes                  |
| ----- | --------------------------------------------------- | ---------------------------------------- | ---------------------- |
| 1984  | Balão Mágico (programme télévisé)                   | Dominó (Afonso, Nill, Marcelo e Marcos)  | Participation spéciale |
| 1987  | Os Fantasmas Trapalhões (film)                      | Dominó (Afonso, Nill, Marcelo et Marcos) | Rôle secondaire        |
| 1988  | Os Heróis Trapalhões - Uma Aventura na Selva (film) | Dominó (Afonso, Nill, Marcelo et Marcos) | Rôle secondaire        |
| 1988  | O Casamento dos Trapalhões (film)                   | Dominó (Afonso, Nill, Marcelo et Marcos) | Rôle secondaire        |
| 1989  | Os Trapalhões na Terra dos Monstros (film)          | Dominó (Afonso, Nill, Marcelo et Marcos) | Participation spéciale |